# Jérôme Bonaparte
Jérôme Bonaparte eredeti olasz nevén Roland Buonaparte (Ajaccio, 1784. november 15. – Vilgénis kastély Massy, 1860. június 24.), Vesztfália királya, Franciaország marsallja, I. Napóleon legfiatalabb öccse, a testvérek közül az egyetlen, akinek a pályafutása átnyúlt Charles-Louis Bonaparte (a későbbi III. Napóleon) második francia császárságába. Uralkodói neve Jeromos Napóleon volt, franciául: Jérôme Napoléon (JN), illetve németül: Hieronymus Napoleon (HN).

## Élete
1800-tól a konzuli gárda tagja volt. Nem sokkal azután, hogy egy párbajban megsebesült, áthelyezték a haditengerészethez. A Nyugat-indiai-szigeteknél (a Nagy-Antilláknál) elhagyta hajóját és az Egyesült Államokba ment. 1803. december 24-én feleségül vette Elisabeth Pattersont, akit 1805-ben áthozott Európába. Bár feleségét Napóleon kiutasította a Francia Császárság területéről, Jérôme az országban maradt, és átvette egy kisebb hajóraj parancsnokságát a Földközi-tengeren. 
Ezután részt vett az 1806-os hadjáratban. Egy császári dekrétum érvénytelenítette Pattersonnal kötött házasságát. A császár ezután Württembergi Katalin Friderika királyi hercegnőt, I. Frigyes württembergi király leányát adta feleségül Jérôme-hoz, és megtette az általa létrehozott Vesztfáliai Királyság uralkodójává. Az 1812-es oroszországi hadjáratban Jérôme nem tudta végrehajtani a rábízott parancsnoki feladatot, így visszarendelték a németországi Kasselbe.
1813-ban, amikor Napóleon rendszere megbukott Németországban, Jérôme visszatért Franciaországba. A waterlooi csatában a francia balszárny egyik ezredét vezette, és nagy elszántsággal támadott. Napóleon másodszori lemondása után Jérôme elhagyta Franciaországot, és csak 1847-ben tért vissza, amikor unokaöccse, Charles-Louis Bonaparte tábornok felemelkedésének köszönhetően ő lett az Invalidusok kormányzója, megkapta a Franciaország marsallja címet, majd ő lett a szenátus elnöke.
1860-ban halt meg. Földi maradványait a párizsi Invalidusok dómjában őrzik.

## További információk

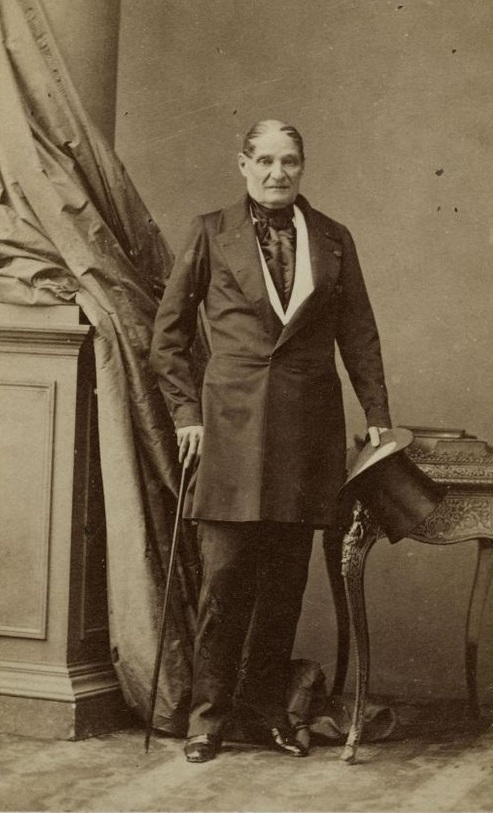
Jérôme Bonaparte 1852-ben